# الجدول الزمني للسكتة الدماغية
يصف الجدول الزمني للسكتة الدماغية الاكتشافات والتطورات والمؤسسات الخاصة المتعلقة بالسكتة الدماغية.

## الصورة العامة

### العصور القديمة
يُعرّف الطبيب اليوناني أبقراط السكتة الدماغية لأول مرة منذ أكثر من 2400 سنة، واصفا إياها بالسكتة، ولم يوضح أبقراط أن الحالة تحدث فعلاً في الدماغ وتوصل إلى أنها «حالة ركود في الدم تُسلب فيها كل حركات وأفعال الروح بعيدًا»، وأن الحركة يتم إيقافها عن طريق السوائل الحادة، أو «التفشغ» (كثرة كريات الدم الحمراء أو السوائل الجسدية). جاء بعده جالين (129 م) ووافق على نظرية أبقراط وطورها، واعتقد أن السكتة تحدث بسبب أي تدخل في تدفق الروح الحيوية إلى الدماغ. واستمرت نظرية جالين لقرون.

### العصر الحديث المبكر
نشر الطبيب البريطاني وليام هارفي (1578-1657) نظريته حول دوران الدم. وظل آخرون مثل جوهان جاكوب (1620-1695) يعتقدون أن السكتة تحدث بسبب انسداد في المسار نحو الدماغ، مما يوحي أن الدماغ لا يحصل على «أرواح حيوانية» بصورة كافية. ووضع جي جي روبنسون نظرية بأن هناك «وفرة من الدم»، لذلك فإن النزيف يُعتبر مقبول لأنه يقلل من الضغط على «الأعضاء الحيوانية». وبشكل عام فقد كان التعريف الذي قدمه أبقراط لا يزال قيد الاستخدام.

### القرن الثامن عشر
على الرغم من أن بقايا العقيدة القديمة لا تزال قائمة، فإن المؤسسات المخصصة للسكتة الدماغية قد إلقت بعض التقاليد القديمة المبنية على أساس التمثلي العرضي وتطورت مفهوم المرض الوعائي المعتمد على الارتباطات السريرية المرضية والفيزيولجية المرضية. ونشر بونيت Sepulchretum sive Anatomica Practica التي أصبحت مصدرا بارزا للأطباء خلال معظم القرن الثامن عشر.

### القرن التاسع عشر
بدأت أولى علاجات السكتة الدماغية المعروفة عندما بدأ الجراحون بإجراء الجراحات على الشرايين السباتية، حيث بدأ الجراحون العمل على الحد من تراكم الكوليسترول وإزالة الانسدادات التي يمكن أن تؤدي إلى حدوث سكتة دماغية. وتم توثيق تقارير الإغلاق الناجح للإصابات في الشرايين السباتية.

### القرن العشرون
اقتصرت معظم علاجات مرضى السكتة الدماغية على إعادة التأهيل بعدها وذلك في أوائل القرن العشرين، وعادة ما كان معظم المرضى يلازمهم عجز دائم وشديد. وفي عقد 1950 تم تطوير تقنيات وعلاجات جديدة لاستكشاف وتعديل العمليات الداخلية للأمراض الدماغية الوعائية. وفي ستينيات القرن العشرين تحسنت عملية استئصال بطانة الشريان السباتي بشكل كبير ولكنها كانت تُستخدم في الغالب للوقاية من السكتة الدماغية ولم يوجد علاج فعال للسكتة الدماغية الحادة بعد. وفي السبعينيات وُجد أن الأسبرين فعال جدا في الوقاية من السكتة. وفي الثمانينيات وُجد أن تدخين السجائر يُمثل عامل خطر محتمل للسكتة الدماغية، وأصبحت برامج الإقلاع عن التدخين مهمة للغاية. وفي عقد 1990 بدأ استخدام منشط البلازمينوجين النسيجي في علاج السكتة الناجمة عن الانسداد الوعائي أو الخثار.

### القرن الواحد والعشرين
يمثل التشخيص السريع في عالم اليوم أمرا حاسما للعلاج الفوري. وتبقى السكتة الدماغية هي ثاني أكثر أسباب الوفاة شيوعا في جميع أنحاء العالم، وهو ما مثل 6.7 مليون حالة وفاة في عام 2012. وقد انخفض معدل حدوث السكتة الدماغية المعيارية للعمر بنسبة كبيرة تصل لـ 12 ٪ في الدول المتقدمة فيما ارتفع بنسبة 12٪ في البلدان الدول النامية والمتوسط وذلك منذ عام 1990 إلى عام 2010. وفي الفترة نفسها انخفضت معدلات الوفيات انخفاضا كبيرا في جميع البلدان.